# Bandırma
Bandırma a Márvány-tenger déli partján, Balıkesir (tartomány) tengerparti kerületében terül el. A 140 ezres város gyorsan fejlődött az elmúlt években, ugyanis itt található az egyik legnagyobb kikötő Törökországban. Minden nap komp közlekedik – több alkalommal – Isztambulból Bandirmába és vissza, amely egy rendkívül földrengésveszélyes zónában, törésvonal mentén fekszik. 1992-ben a legnépszerűbb turisztikai célpontnak választották a Márvány-tengeri régióban.

## Történelem

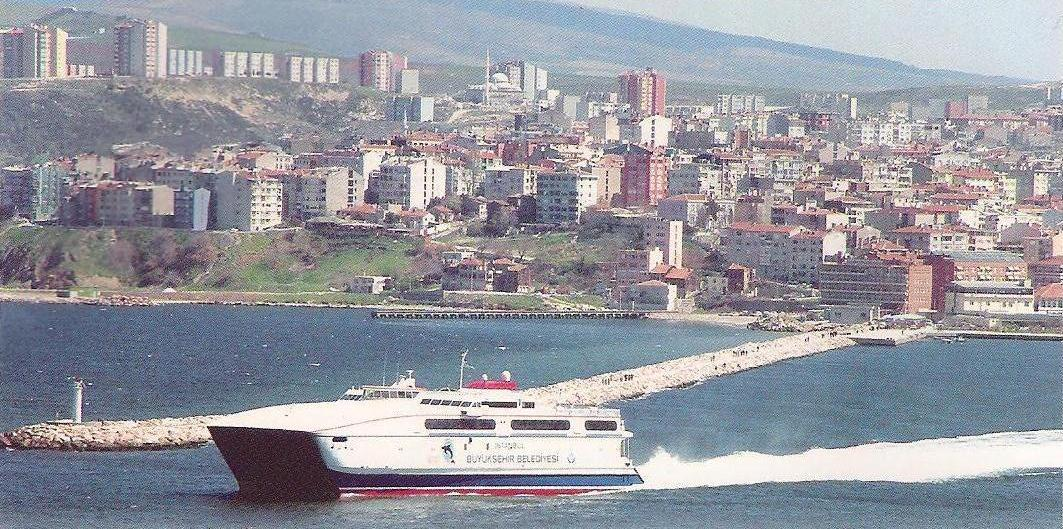
A város a tenger irányából

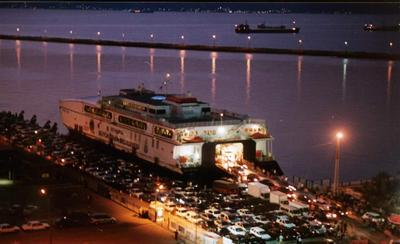
Kompkikötő éjszaka

A település korábbi elnevezései Kizikos, Panderma és Panormos voltak. Ásatások során egy szarkofág került elő, melynek kora az I. e. 8–10. századra tehető. A mai Bandırma az ókorban az északnyugat anatóliai Müszia területén feküdt, ekkor hívták Panormosnak.
Nagy Sándor halála után a rómaiak elfoglalták a régiót. A Római Birodalom kettészakadását követően a Keletrómai Birodalom fennhatóság fennmaradt.
Az Ikóniumi Szultánság avagy másképp a Rúmi Szultánság korát megelőzően, 1076-ban Kutalmış a területet elfoglalta, de 1106-ban visszakerült a Keletrómai Birodalomhoz.
1874-ben a városban nagy tűzvész pusztított. Az 1877–78-as orosz–török háborúban átmenetileg krími és román bevándorlók tömegei telepedtek le.

## Földrajz
A Çanakkale tartományból eredő Gönen folyó északon átszeli Bandırma tartományt, és a Kapıdağ félszigettől nyugatra ömlik a Márvány-tengerbe.
Bandırmától délre található a Manyas Gölü (Manyas-tó, Madárparadicsom), vagy más néven a Kuşcenneti Nemzeti Park, melyet elsőként alapítottak Törökországban 24 048 hektáros területen 1959-ben.
Evlija Cselebi írja: „Nem olyan mély (a tó), mint az élet. Halásznak pisztrángot, csukát, válogatott finom halakat az államnak adót fizető vadászok. Így mindenki élvezheti a halászat, vadászat és a kereskedelem hasznát”.
A nemzeti park már 1998-ban szerepelt a Ramsari egyezményben, elsődlegesen az addig megfigyelt 239 madárfaj miatt.

## Demográfiai adatok
| év   | összesen | város  | falu  |
| ---- | -------- | ------ | ----- |
| 1965 | 55967    | 33116  | 22851 |
| 1970 | 62853    | 39525  | 23328 |
| 1975 | 69680    | 45752  | 23928 |
| 1980 | 80951    | 53497  | 27454 |
| 1985 | 93358    | 70137  | 23221 |
| 1990 | 102300   | 77444  | 24856 |
| 2000 | 120753   | 97419  | 23334 |
| 2007 | 128603   | 110248 | 18355 |
| 2008 | 130474   | 111494 | 18980 |
| 2009 | 132077   | 113385 | 18692 |
| 2010 | 135094   | 116319 | 18775 |
| 2011 | 138206   | 119750 | 18456 |
| 2012 | 139874   | 122010 | 17864 |

## Éghajlat, klíma
| Hónap                         | Jan.  | Feb.  | Már. | Ápr. | Máj. | Jún. | Júl. | Aug. | Szep. | Okt. | Nov. | Dec. | Év    |
| ----------------------------- | ----- | ----- | ---- | ---- | ---- | ---- | ---- | ---- | ----- | ---- | ---- | ---- | ----- |
| Rekord max. hőmérséklet (°C)  | 20,0  | 22,0  | 26,0 | 31,0 | 33,0 | 38,0 | 37,0 | 37,0 | 36,0  | 37,0 | 27,0 | 22,0 | 38,0  |
| Átlagos max. hőmérséklet (°C) | 8,0   | 8,0   | 11,0 | 16,0 | 20,0 | 25,0 | 27,0 | 26,0 | 24,0  | 20,0 | 14,0 | 10,0 | 17,5  |
| Átlaghőmérséklet (°C)         | 5,0   | 5,0   | 7,0  | 12,0 | 16,0 | 20,0 | 23,0 | 23,0 | 20,0  | 16,0 | 11,0 | 7,0  | 13,8  |
| Átlagos min. hőmérséklet (°C) | 1,0   | 2,0   | 3,0  | 7,0  | 11,0 | 15,0 | 18,0 | 19,0 | 15,0  | 12,0 | 7,0  | 3,0  | 9,5   |
| Rekord min. hőmérséklet (°C)  | −10,0 | −12,0 | −6,0 | −1,0 | −2,0 | 5,0  | 7,0  | 10,0 | 5,0   | 0,0  | −3,0 | −6,0 | −12,0 |
| Átl. csapadékmennyiség (mm)   | 81    | 52    | 60   | 52   | 39   | 16   | 9    | 16   | 38    | 45   | 81   | 102  | 591   |
| Forrás:                       |       |       |      |      |      |      |      |      |       |      |      |      |       |

## Fordítás
- Ez a szócikk részben vagy egészben  a   Bandırma című török Wikipédia-szócikk fordításán alapul.  Az eredeti cikk szerkesztőit annak laptörténete sorolja fel. Ez a jelzés csupán a megfogalmazás eredetét és a szerzői jogokat jelzi, nem szolgál a cikkben szereplő információk forrásmegjelöléseként.